# Java Foundation Classes
Java Foundation Classes (JFC) sono un framework grafico per sviluppare GUI multipiattaforma basati su Java. JFC consiste di un Abstract Window Toolkit (AWT), Swing e Java 2D. Assieme, forniscono una vasta interfaccia grafica per programmi Java, indipendentemente dal fatto che si utilizzi Windows, macOS o Linux.
AWT è la più vecchia delle due librerie grafiche.
È stata pesantemente criticata per essere poco più di una cornice intorno alla capacità grafiche native della piattaforma ospitante. Questo significa che gli elementi di interfaccia in AWT  sono dipendenti dalle caratteristiche native degli elementi e i programmatori devono tener conto delle differenze tra le varie piattaforme ospitanti
Una libreria grafica alternativa chiamata Internet Foundation Classes è stata sviluppata in modo più indipendente dalla piattaforma da Netscape.  Infine, Sun ha unito IFC con altre tecnologie sotto il nome di Swing, aggiungendo la possibilità di widget look and feel. Questo permette alle applicazioni Swing di mantenere un codice indipendente dalla piattaforma, ma simulando l'aspetto di un'applicazione nativa.